# P. J. Brown
Pour les articles homonymes, voir Brown.
Collier « P. J. » Brown (né le 14 octobre 1969 à Détroit, Michigan) est un joueur américain professionnel de basket-ball. Brown évolue aux postes de pivot et d'ailier fort.

## Biographie
Après une carrière universitaire à Louisiana Tech, il est choisi au second tour de la draft 1992 de la NBA par les Nets du New Jersey. Brown joue pour les Nets, le Heat de Miami et les Hornets de Charlotte/La Nouvelle-Orléans avec des moyennes de 9,2 points et 7,8 rebonds par match. Il est membre de la NBA All-Defensive Second Team à trois reprises, lors des saisons 1996-1997, 1998-1999 et 2000-2001.
P. J. Brown est également lauréat du trophée NBA Sportsmanship Award.
Le 13 juillet 2006, les Hornets transfèrent Brown et le meneur J. R. Smith aux Bulls de Chicago en échange de Tyson Chandler.
À l'intersaison 2007, P. J. Brown qui est agent libre, est courtisé par de nombreux clubs, dont les Mavericks de Dallas en pourparlers avec lui dans le but d'offrir un remplaçant à Dirk Nowitzki.
Le 27 février 2008, Brown qui n'avait plus d'équipe depuis la fin de la saison 2006-2007 est engagé par les Celtics de Boston. Durant la saison régulière, il dispute 18 rencontres, pour des statistiques de 2,2 points et 3,8 rebonds. Lors des playoffs, il connait quelques périodes importantes pour sa franchise, marquant respectivement huit et dix lors des troisième et septième rencontres de la série de demi-finale de Conférence face aux Cavaliers de Cleveland, deux rencontres où il capte également six rebonds. Lors de la Finale NBA disputée face aux Lakers de Los Angeles, son temps de jeu se situe entre 15 et 25 minutes. Lors de deux des six rencontres, il marque six points. Au total, lors des 25 rencontres de playoffs disputées cette saison, ses statistiques sont de 2,9 points, 2,4 rebonds et 0,5 passe en 13,6 minutes. Il annonce sa retraite après cette saison, terminant sa carrière avec son premier titre de champion NBA.

## Rivalité Knicks-Heat
Brown est connu pour son rôle central dans l'une des plus mémorables bagarres de l'histoire de la NBA. Lors des playoffs 1997, son équipe du Heat de Miami affronte les Knicks de New York, qui mène alors 3-1 avant le match 5. Lors de cette rencontre, Brown entre en conflit avec le meneur de jeu Charlie Ward, entraînant une bagarre générale. Brown accuse Ward de tenter de le blesser aux genoux. Les conséquences de cet affrontement furent des suspensions à un groupe de joueurs des Knicks, dont Patrick Ewing, Allan Houston, Larry Johnson, John Starks, ainsi que pour un groupe du Heat de Miami. Le Heat remporte ensuite cette rencontre, puis les deux suivantes, pour finalement remporter cette série de cette demi-finale de la Conférence Est 1997.

## Pour approfondir